# Philippus Hallman
Philippus Hallman, född 1 maj 1830, död 22 mars 1856 i Stockholm, var en svensk konstnär.
Han var son till översten Gustaf Hallman och Marie Charlotte Ulrique Jeanette Nycander. Hallman studerade vid Konstakademien i Stockholm 1849–1855 och medverkade med figurmålningar i akademiens utställningar 1853 och 1856, han medverkade även i utställningar med Konstnärsgillet i Stockholm. Hans konst består huvudsakligen av porträtt.